# Real Madryt w sezonie 1910/1911
Sezon 1910/11 był 9. sezonem w historii Realu Madryt, wówczas Madrid FC.

## Skład
W klubie grali m.in.: Marcelo Bernabéu, Francisco Pérez de Guzman, Manuel Prast.

## Mecze
zwycięstwo Realu Madryt
     remis
     zwycięstwo drużyny przeciwnej
| 112 marca 1911 | Madrid FC                  | 3:1 | Gimnástica Española |                        |
|                | Pérez de Guzman Saura (x2) |     | Kindelán            | Plaza de Toros, Madryt |

| 219 marca 1911 | Gimnástica Española | 2:0 | Madrid FC |                        |
|                | Carruana Espinosa   |     |           | Plaza de Toros, Madryt |

| 325 marca 1911 | Madrid FC | 1:2 | Gimnástica Española |                        |
|                | Prast     |     | Bourbon Kindelán    | Plaza de Toros, Madryt |